# Ingolstädter Jazztage

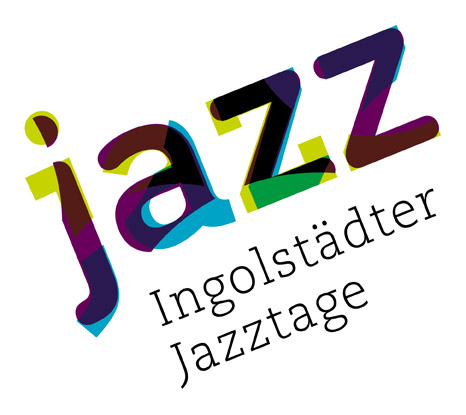
Logo der Ingolstädter Jazztage seit 2013

Ingolstädter Jazztage é um festival de Jazz que ocorre anualmente desde 1984 em Novembro, na cidade de  Ingolstadt, sendo realizado pelo departamento de cultura municipal.
A filosofia do festival se baseia na abertura da mente, experimentações e em eventos de Jazz de alta qualidade, como em Montreaux ou em Den Haag, onde ocorre o North Sea Jazz Festival. Desde 1994 o departamento municipal de cultura apóia a cultura local oferecendo programas como o "Jazz Para Estudantes" e "Jazz Para Crianças", na expectativa de também incutir o gosto pelo jazz ao público mais jovem.